# ジェフ・ジェイガー
ジェフ・ジェイガー（Jeff Todd Jaeger 1964年11月26日- ）はワシントン州タコマ出身の元アメリカンフットボール選手。NFLのクリーブランド・ブラウンズロサンゼルス/オークランド・レイダース、シカゴ・ベアーズで合計12シーズンプレーした。ポジションはプレースキッカー。

## 経歴
ワシントン州ケントにある高校で彼はキッカーとしてプレーした。高校卒業時にアメリカンフットボールでの奨学金はもらえることなく、地元のワシントン大学に進学した。
大学時代彼はオールアメリカンに選抜されたチャック・ネルソンが1983年に作った記録を更新し、AP通信が選ぶ1年生のオールアメリカンに選出された。翌年も2年次のオールアメリカンに選ばれ、3年次にはCollege Football Newsが選ぶ全米セカンドチームに選ばれている。チームが8勝3敗1分だった4年次には彼はFGを21回中17回成功、そのうち40ヤード以上のFGも7回中6回成功させた。またトライフォーポイントを43回中42回成功し、AP通信、UPI通信のそれぞれによってオールアメリカンファーストチームに選出された。
彼は大学記録である358得点をマークしていると共にNCAA記録となるFG80本を決めている。
ストライキのあった1987年のNFLに10試合の出場ながら75得点をあげてブラウンズの新人最多得点記録を更新した。
1988年、マット・バーにポジションを奪われ1年間どのチームにも所属せずに終わった。翌1989年、マット・バーの兄、クリス・バーからポジションを奪い、オークランド・レイダースのキッカーとなった。
レイダース時代には5シーズン連続でチーム最多得点を記録すると共にNFLのシーズン得点ベスト10に顔を連ねた。
1991年にはFG34回中29回を成功、自己ベストとなる88.3%のFGを成功し、プロボウル、オールプロファーストチームに選出された。1992年にはレイダースのチーム記録である54ヤードのFGを成功させた。
1993年にはNFLトップとなり、レイダース新記録の132得点をあげた（この記録は2010年にセバスチャン・ジャニコウスキーに破られた。）。この年FG成功数もリーグ最多であり、FGアテンプトはNFLシーズンタイ記録となった。デンバー・ブロンコスとのマイルハイ・スタジアムでの試合では53ヤードのFGを決めて勝利をもたらした。また最終週のブロンコス戦でも47ヤードのFGを成功させチームをプレーオフ出場に導いた。
1995年怪我のため5試合に欠場した。
1996年、プレシーズンゲームでコール・フォードとポジション争いをした彼はフォードが53ヤードのFGを含む8回のFGを全て成功させたのに対して、8回中4回しかFGを成功できず、年俸もフォードの17万8000ドルに対して、67万5000ドルであり、最終ロースターカットでレイダースから解雇された。この年からシカゴ・ベアーズでプレーした。ベアーズでは1999年の第3週までプレーし、その週の試合を最後に現役を引退した。
生涯FG成功率74.1%は、2012年現在、平均的な数字であるが、セバスチャン・ジャニコウスキーが活躍するまでは、レイダースの歴史上最も正確なキッカーであった。